# 初音舞
初音 舞（はつね まい、本名：板橋 史子（いたばし ふみこ）、1978年12月25日 - ）は、競技麻雀のプロ雀士。東京都出身、血液型はB型。過去に最高位戦日本プロ麻雀協会、日本プロ麻雀協会、日本麻雀機構、フリーランスを経てRMUに所属。未来戦士21杯出場時のキャッチフレーズは「ドラゴン・レディー」。

## 来歴
2002年、「第1回麻雀さんクイーンカップ」においてオーラスの最後の1牌という瀬戸際の状態からリーチ・一発・ツモ・タンヤオ・裏ドラ1の2000・4000を和了り逃げ切り態勢だった崎見百合を大逆転、片山まさゆき・馬場裕一が実況席で驚愕の声を発するほどのドラマを演じて優勝を勝ち取る。同年8月には、東京の神田にある雀荘「竹の子」で行われた「世界麻雀選手権女流棋士日本代表選考会」に出場するも、4位以内に入れずに敗退した。しかし、同年10月23日に開催された「2002世界麻雀選手権大会」の個人部門で優勝し、2002年は初音が一気に飛躍する年となった。麻雀のタイトルとして文字通り「世界チャンピオン」のタイトルを獲得したプロは初音のみであったため、以後各種メディアにおいて「初代世界チャンピオン」と呼ばれるようになった。
2005年6月25日からオランダのナイメーヘンで2日間に渡って開催された「第1回オープン欧州麻雀選手権」に出場。2位になった。また、同年12月31日に開催されたMONDE21（後のMONDO TV）の年越し麻雀番組『麻雀 BATTLE ROYAL 2006』に「女流MONDO21チーム」として出場し、優勝した。なお、同チャンネルで放送の麻雀番組への出演は、2006年10月以降途切れている。
2016年3月にRMUへ移籍。同年8月からニコニコ生放送企業チャンネル「麻雀スリアロチャンネル」の運営スタッフとして活動しており、司会進行などで番組に出演することがある。また、新聞メディア等での執筆活動のほか、国際公式ルールの第一人者として普及活動を行っている。
自らを「麻雀界のお笑い芸人」あるいは「麻雀界の芸人評論家」と称している。

## 獲得タイトル
- 個人
  - 第1回麻雀さんクイーンカップ 優勝
  - 2002世界麻雀選手権大会個人部門 優勝（2002年10月23日）
  - 第1回オープン欧州麻雀選手権 2位（2005年10月23日）
- 団体
  - 麻雀 BATTLE ROYAL 2006 優勝（2006年1月1日）

## 著書
- 麻雀国際公式ルール戦術本 世界チャンピオン初音舞の世界に勝つ（2005年6月25日、竹書房、ISBN 4-8124-2190-X） - 梶本琢程との共著。

## 作品

### 一般DVD
- プロ麻雀リーグ 女流雀士編（2005年3月30日、エイベックス）

## 出演

### テレビ
- モンド21麻雀プロリーグ（MONDO21）